# Rouffigny
Rouffigny is een plaats en voormalige gemeente in het Franse departement Manche in de regio Normandië en telt 298 inwoners (2004). De plaats maakt deel uit van het arrondissement Saint-Lô.

## Geografie
Op 1 januari 2016 fuseerde Rouffigny met de gemeente Villedieu-les-Poêles tot de gemeente Villedieu-les-Poêles-Rouffigny. 
De oppervlakte van Rouffigny bedraagt 6,8 km², de bevolkingsdichtheid is 43,8 inwoners per km².
De onderstaande kaart toont de ligging van Rouffigny met de belangrijkste infrastructuur en aangrenzende gemeenten.

## Demografie
Onderstaande figuur toont het verloop van het inwonertal (bron: INSEE-tellingen).